# Neomargarodes aethiopicus
Neomargarodes aethiopicus är en insektsart som beskrevs av Filippo Silvestri 1938. Neomargarodes aethiopicus ingår i släktet Neomargarodes och familjen pärlsköldlöss.
Artens utbredningsområde är Eritrea. Inga underarter finns listade i Catalogue of Life.